# Tomešova
Tomešova je ulice v Brně, ve čtvrti Staré Brno. Ulice se nachází pod Žlutým kopcem nad Trýbovou a Úvozem, vychází na severu z ulice Tvrdého, postupuje mírně do kopce a stáčí se kolem Masarykova onkologického ústavu zpět na ulici Tvrdého, přes kterou navazuje na Roubalovu a Jiříkovského. V některých mapách je tato část ulice značena jako Roubalova. V zatáčce ulice pokračuje krátce směrem k zahrádkářské kolonii podél budovy bývalé Transfúzní stanice.

## Popis
Ulice na svém spodním konci začíná křižovatkou s ulicí Tvrdého, naproti křižovatky stojí Ústav soudního lékařství Fakultní nemocnice u sv. Anny. Po levé straně ulice stojí tři domy za kterými pokračuje pouze parkoviště a garáže. Po pravé straně jsou dvě trojice domů, následně tři vily a jeden obytný dům. První trojice domů stojí v úrovni ulice, další budovy jsou výše položeny na kopci a od ulice odděleny souvislou zdí, ve které jsou místy garáže. Za zatáčkou ulice stojí po pravé straně dvě protáhlé budovy patřící k onkologickému ústavu a naproti garáže, na tento konec ulice navazuje pěšina procházející zahrádkářskou kolonií. V druhé části ulice dále přiléhá onkologický ústav s výjezdem a naproti ležící parkoviště. Z ulice se dá skrze stromový porost sejít po pěšině na ulici Trýbova, v zatáčce lze také přejít na malý palouk s lavičkami nebo po neudržované cestě podél zahrádek sejít k ulici Pivovarská a přilehlému palouku, který sloužil mezi lety 1971–1983 kynologickému klubu k výcviku psů.

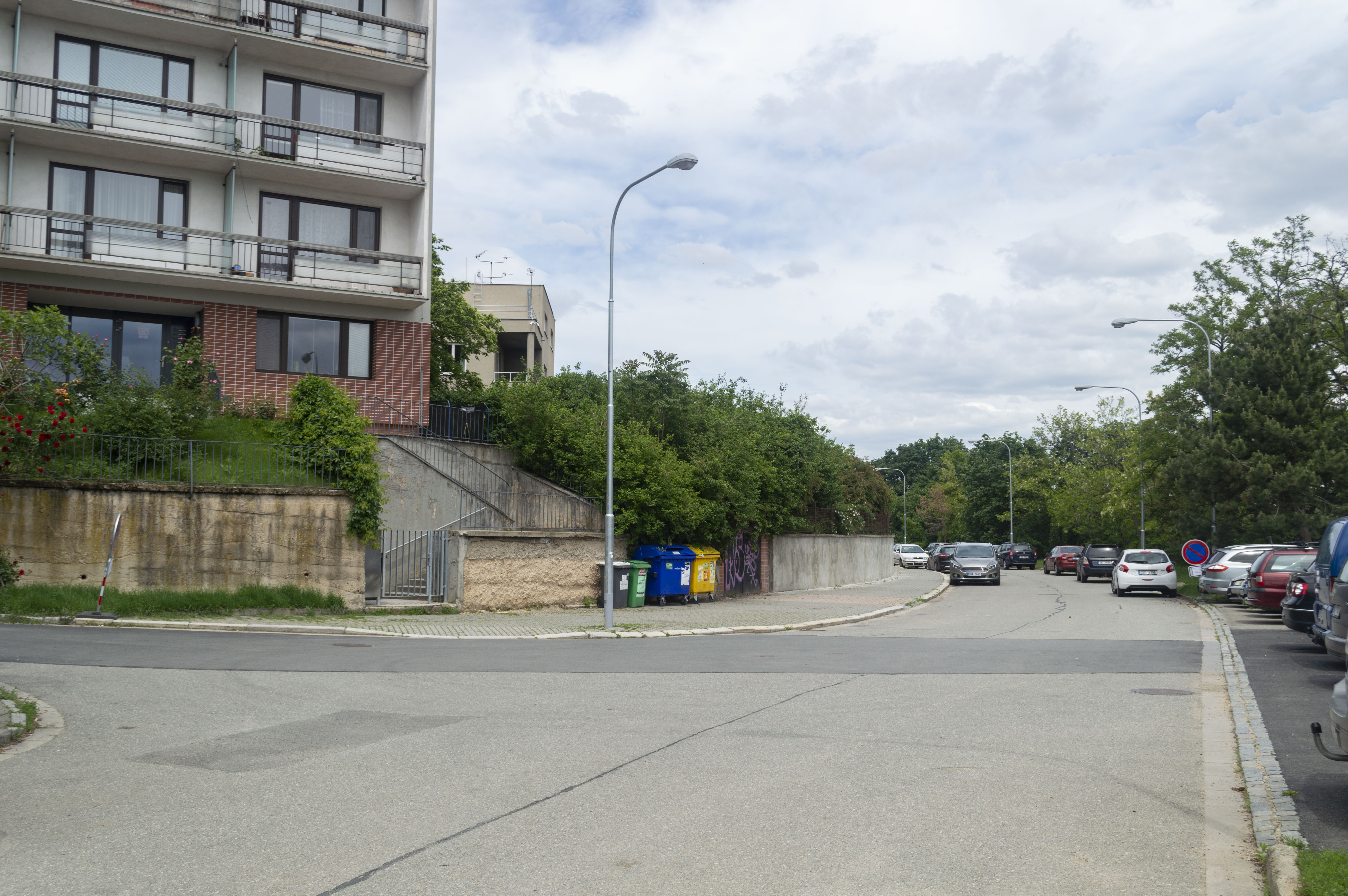
Křižovatka v zatáčce
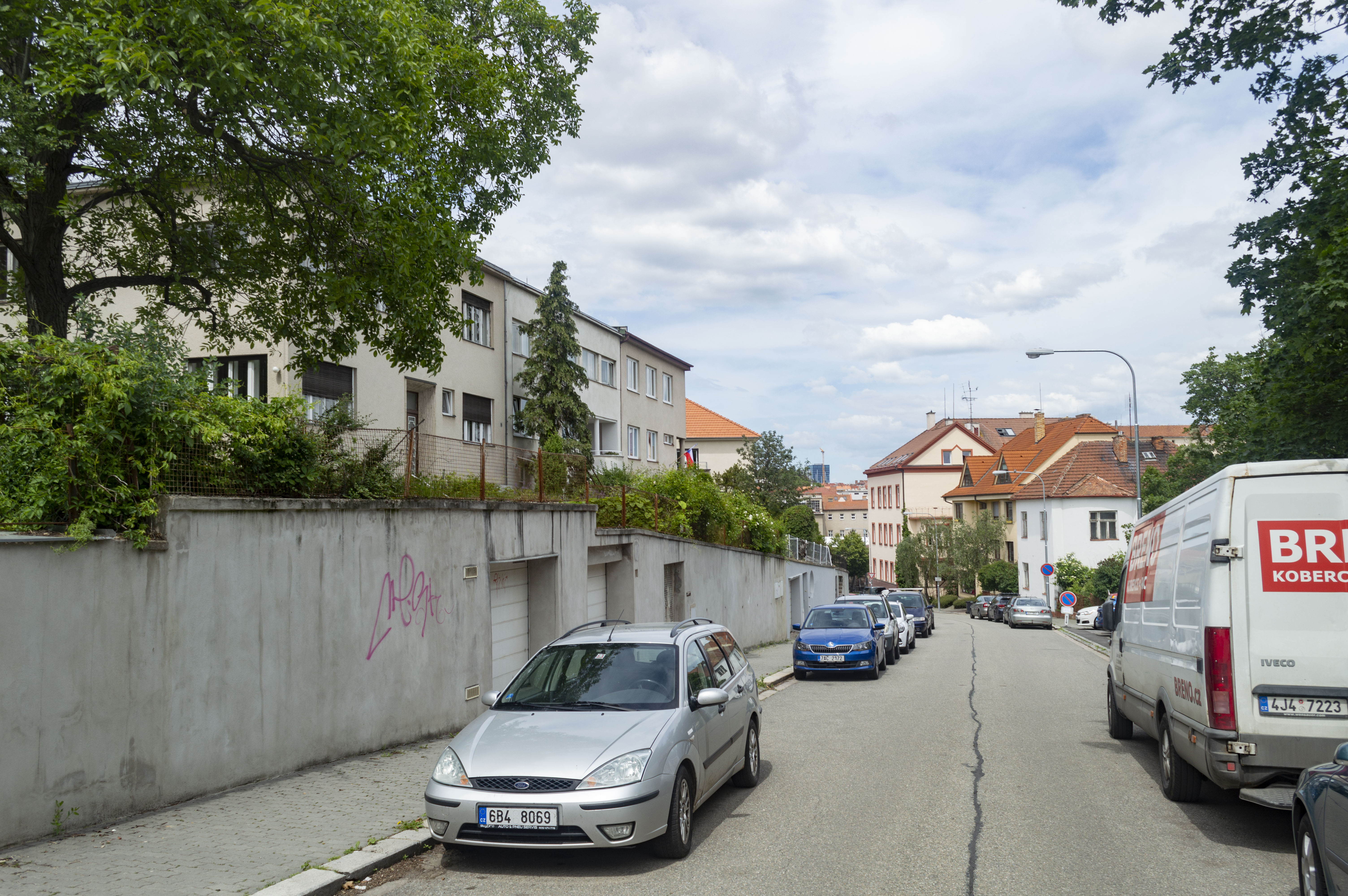
Pohled ze středu ulice směrem k Tvrdého
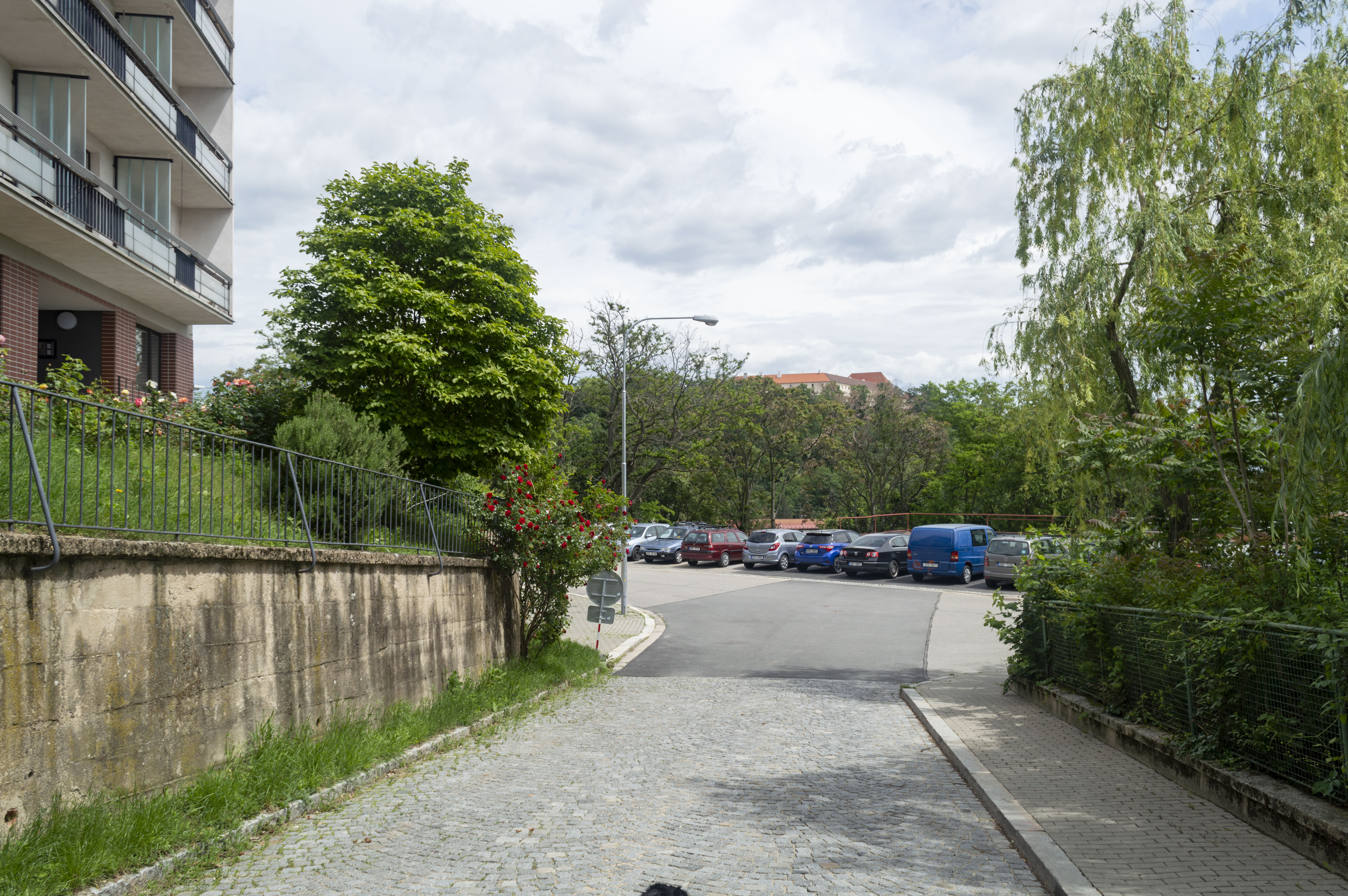
Pohled od Onkologického centra k zatáčce
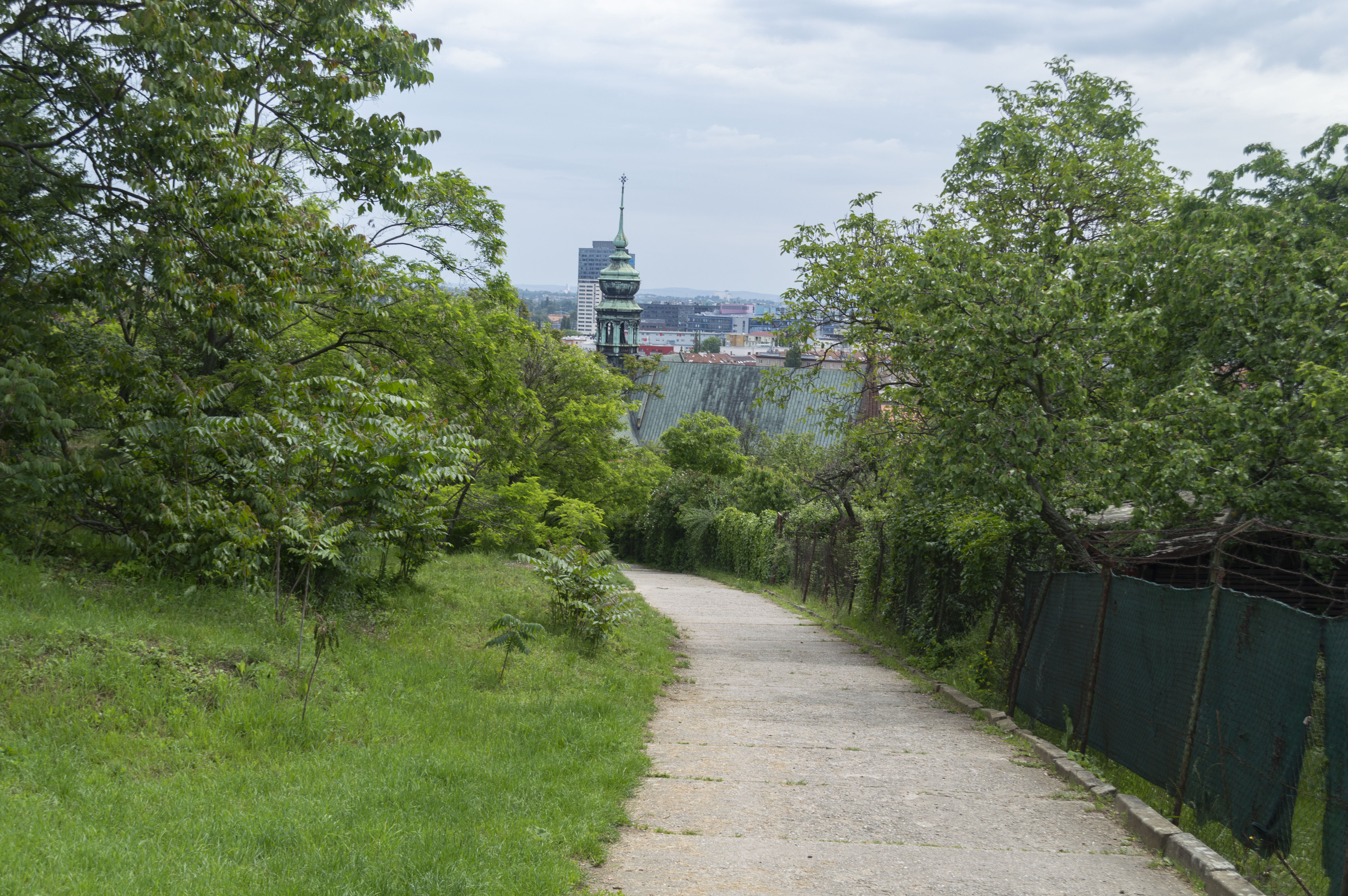
Pěšina mezi zahrádkami vedoucí od Tomešovy k Pivovarské
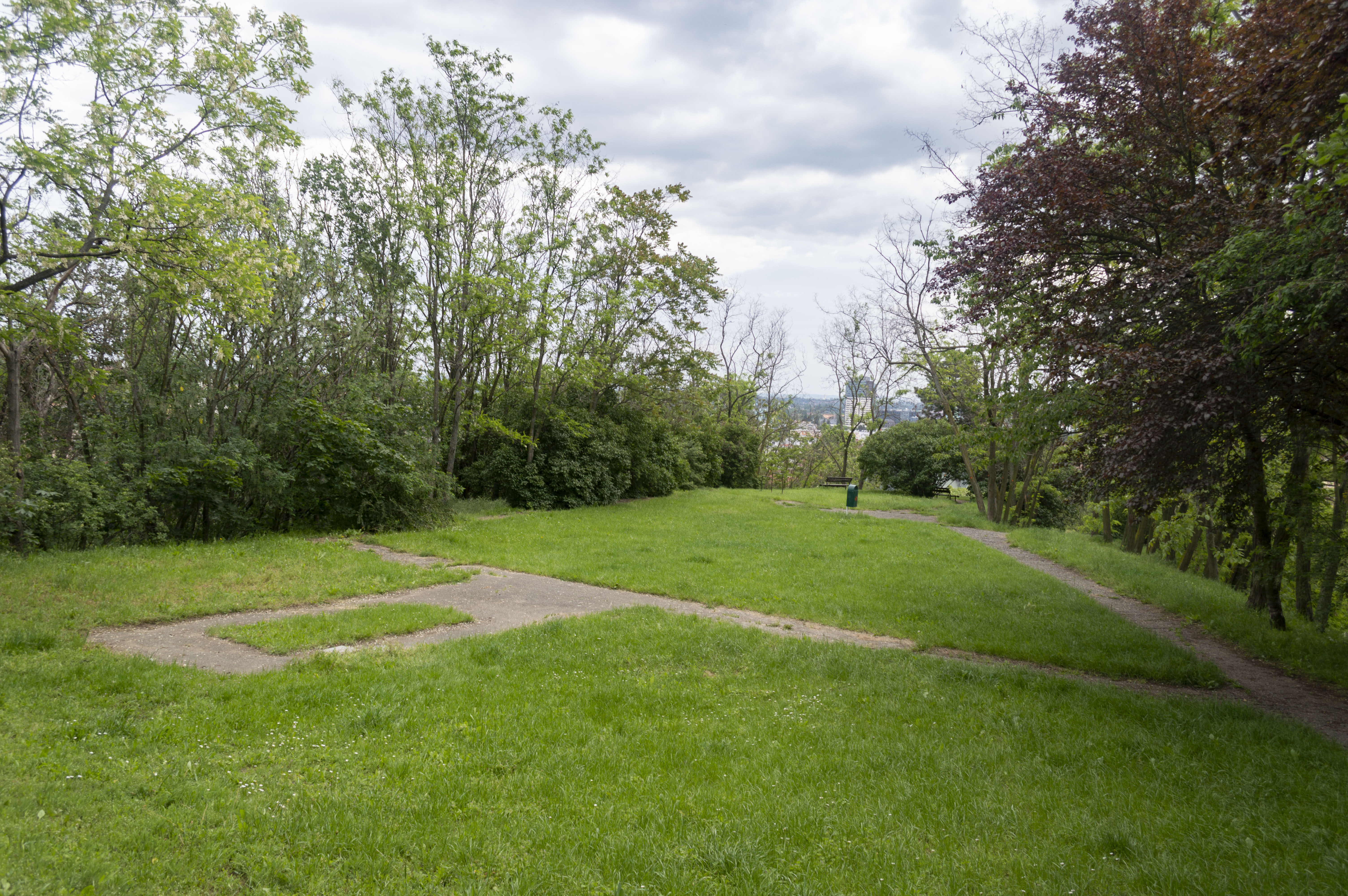
Malý palouk u zahrádek
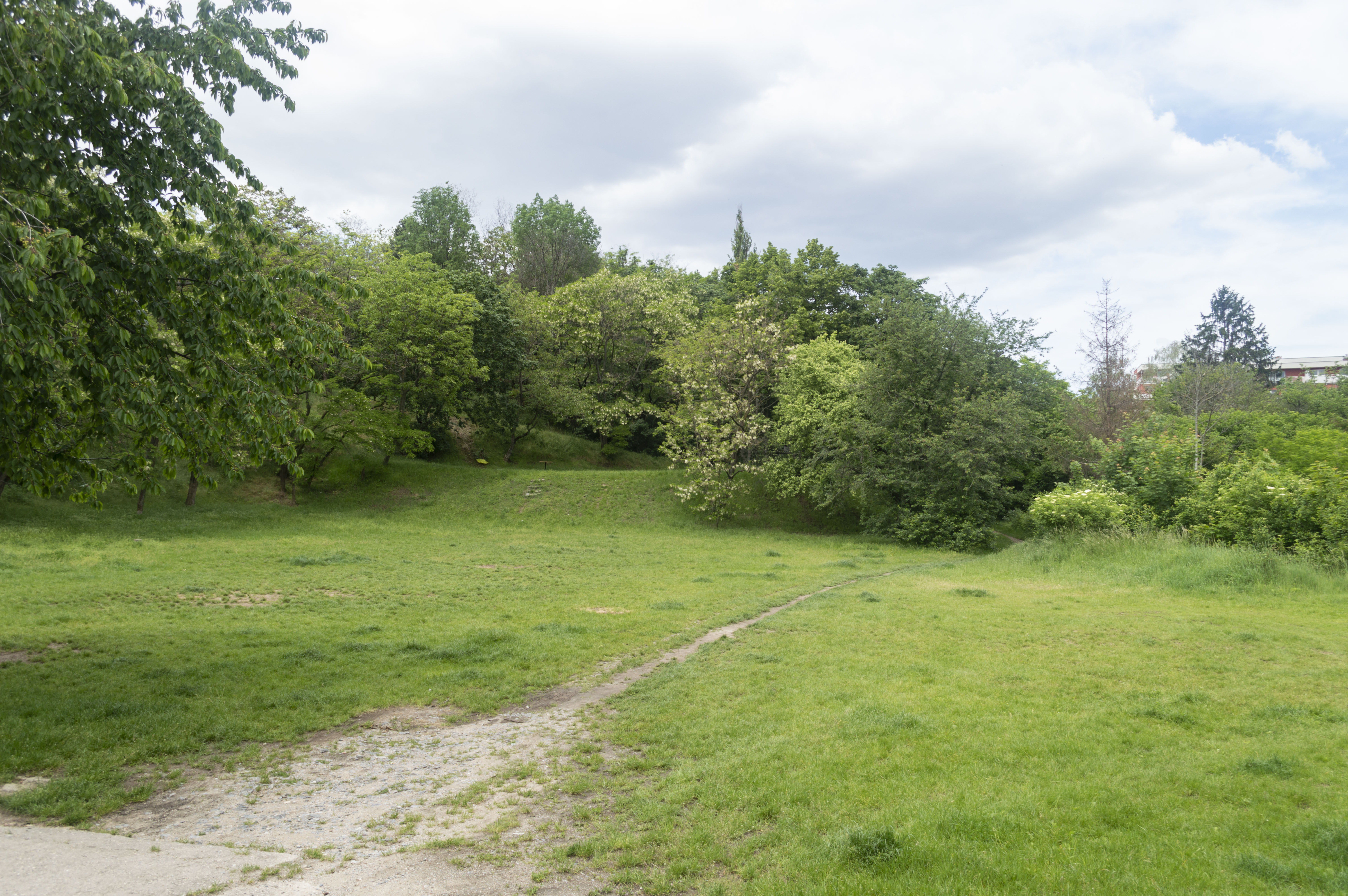
Velký palouk nad Starobrněnským klášterem
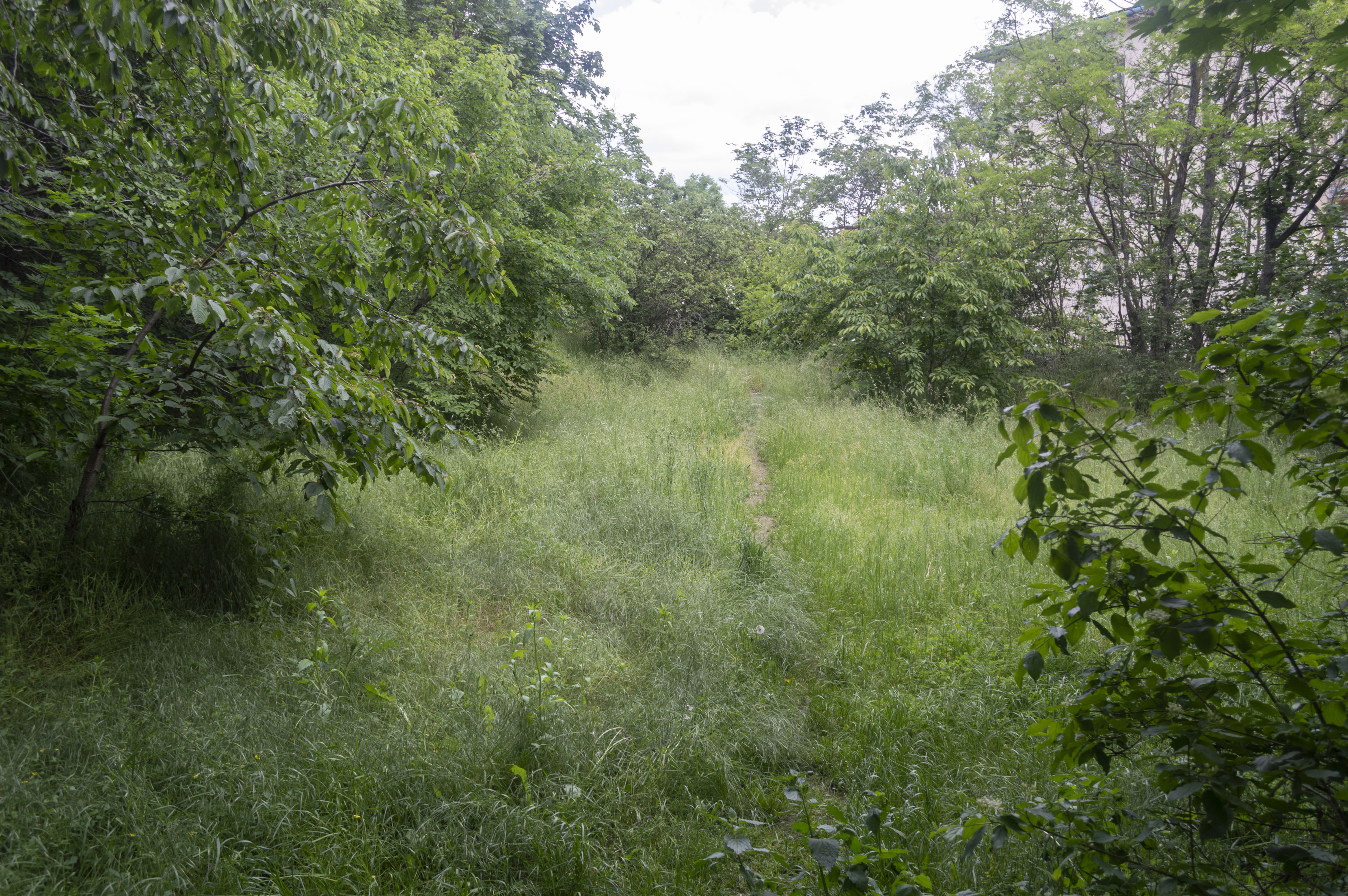
Malý palouk při pěšině z Tomešovy k Trýbově
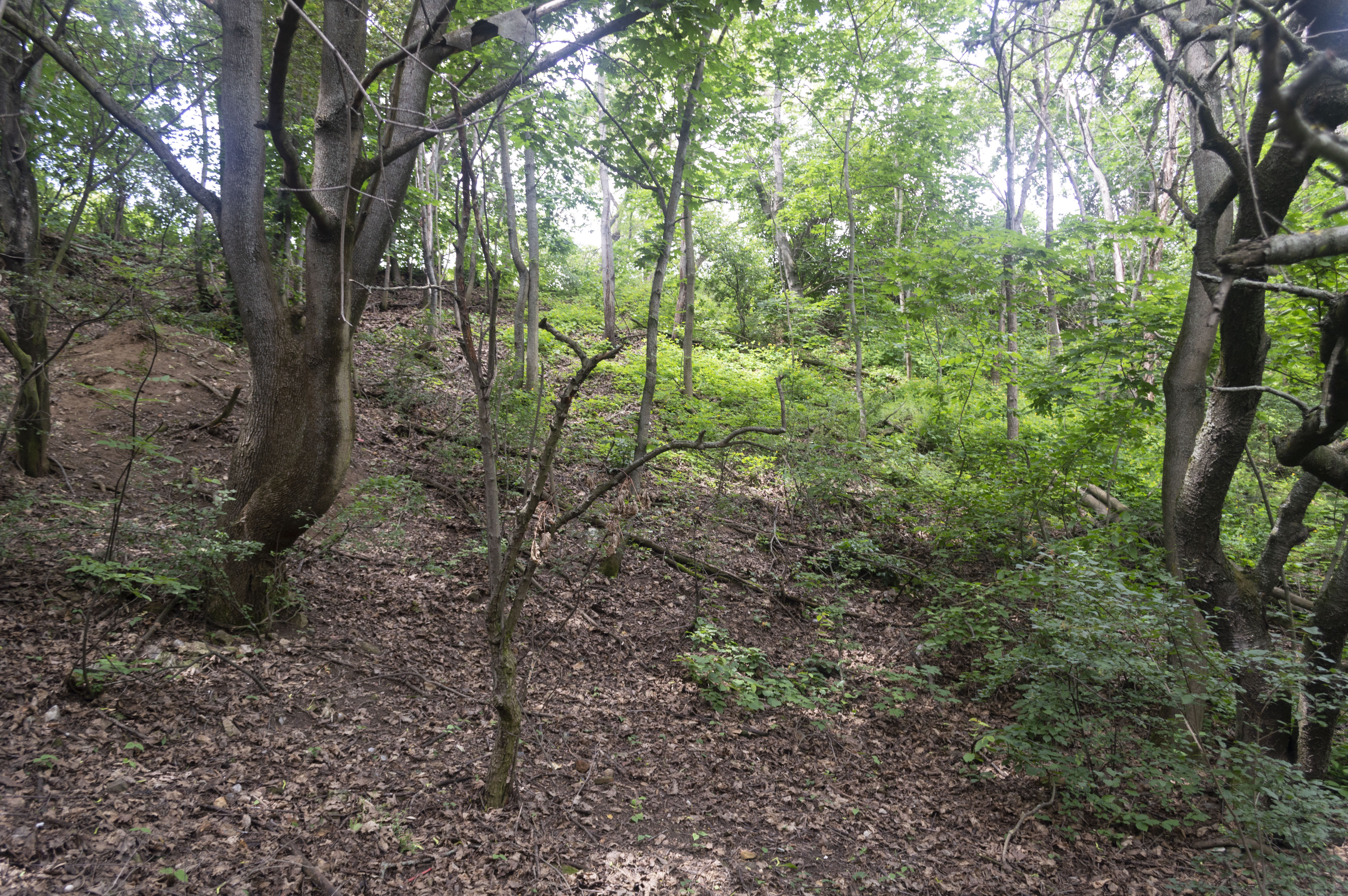
Zeleň při levém okraji ulice, pohled zespodu svahu

## Historie
Na kopci, kde ulice vznikla, do 19. století nic nebylo, měly se zde v 18. století nacházet pouze „Švédské šance“. V dokumentech z roku 1714 je přibližně v polovině Tomešovy ulice zachycen pevnostní útvar čtyřcípé hvězdy.

Ulice byla od dnešní ulice Tvrdého vytyčena někdy kolem roku 1914 podél svahu jámy, ve které se nacházela cihelna s hliništěm a na jehož místě byla někdy po roce 1900 vytyčena dnešní ulice Trýbova. Dosud přes tuto oblast vedly od úvozu pouze cesty k vodojemům a vojenskému špitálu (K. K. Landwehr-Marodenhaus, stavěno od r. 1913, později Bakešův chirurgický ústav). Podle mapy z doby protektorátu bylo snad v plánu ulici propojit s ulicí Vinařskou, mapa z roku 1948 zachycuje ideu propojit ulici Tomešovu s Trýbovou mezi sebou pomocí schodiště a spojit obě ulice s Pivovarskou. Z tohoto plánu, který měl upravit svah mezi ulicemi, zůstaly patrně pouze kamenná zeď a schody. Roku 2018 měla rada města v plánu umístit do ulice dočasné parkoviště kvůli budoucí opravě onkologického centra. V této oblasti by chtěla radnice umístit také parkovací dům.

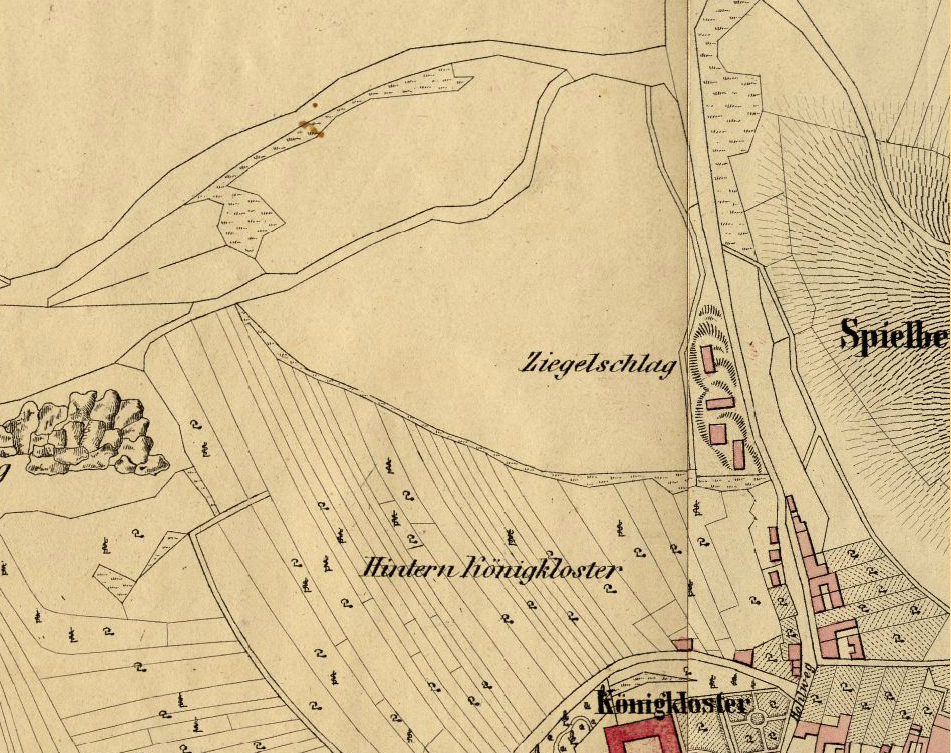
Část Starého Brna nad klášterem na mapě z roku 1858
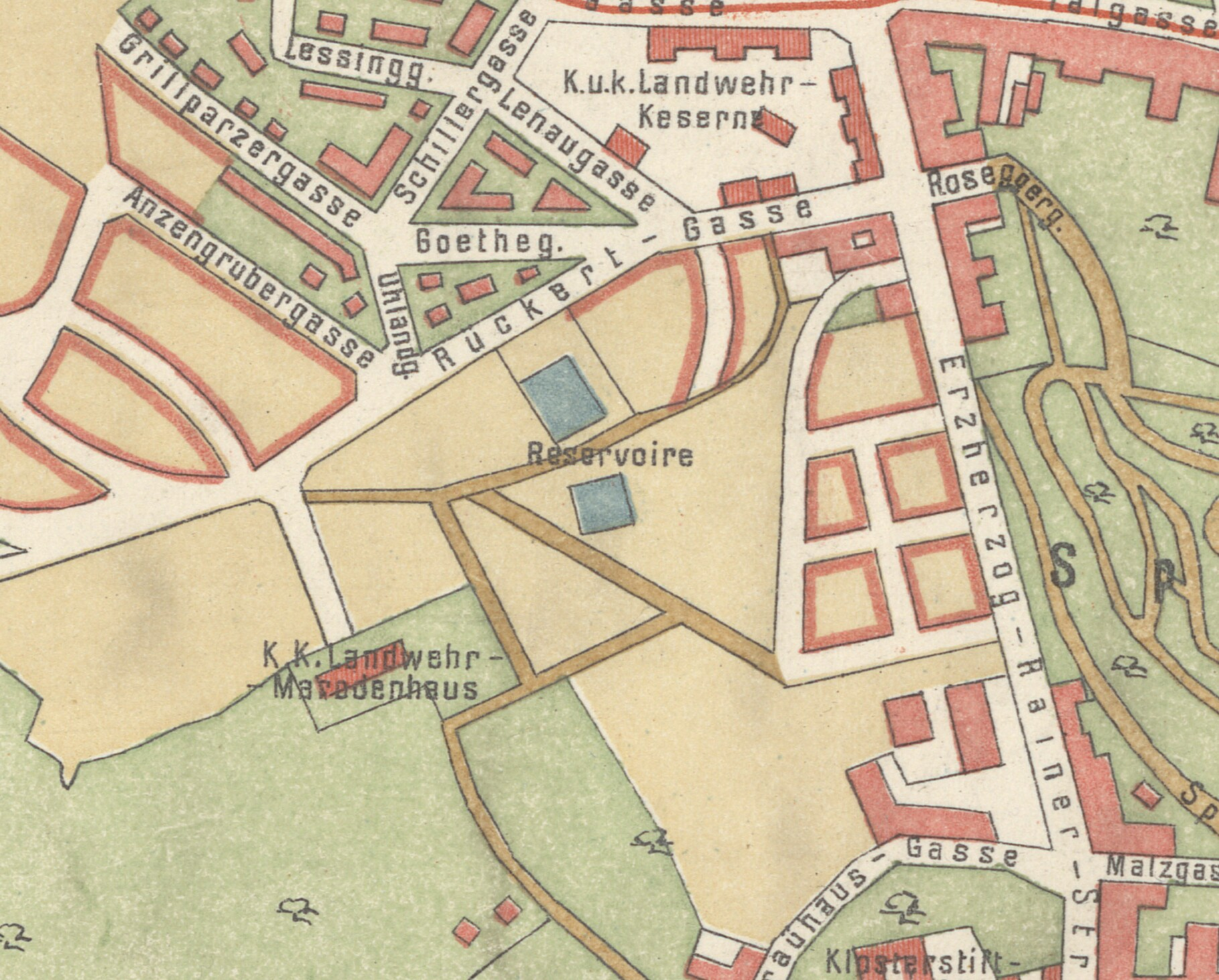
Místo dnešní Tomešovy ulice na mapě z roku 1914
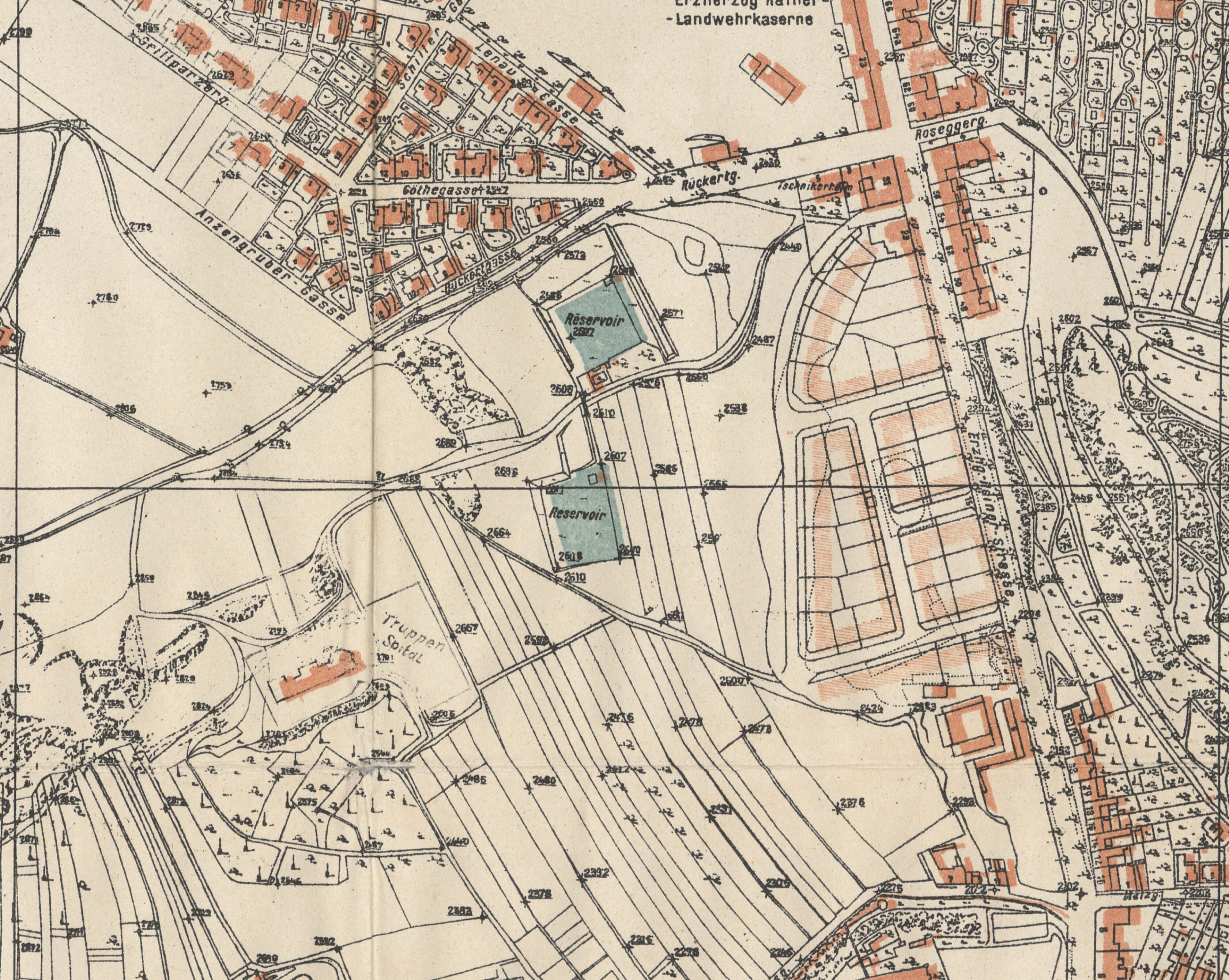
Oblast na detailní mapě z let 1910–1915
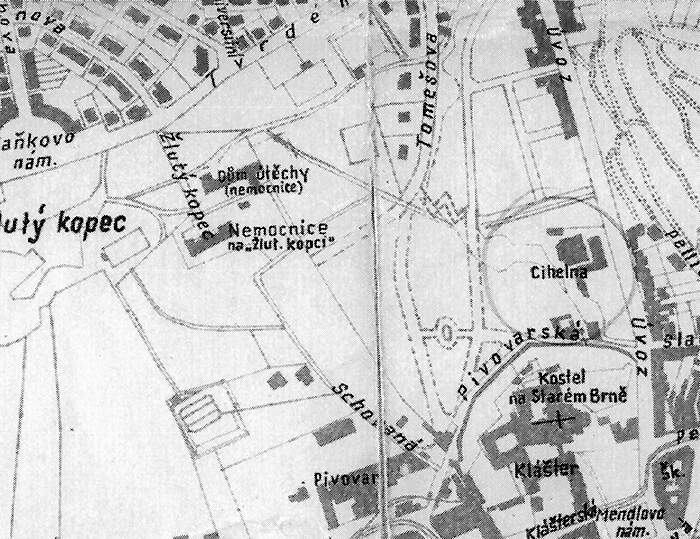
Tomešova a Trýbova na mapě z roku 1948
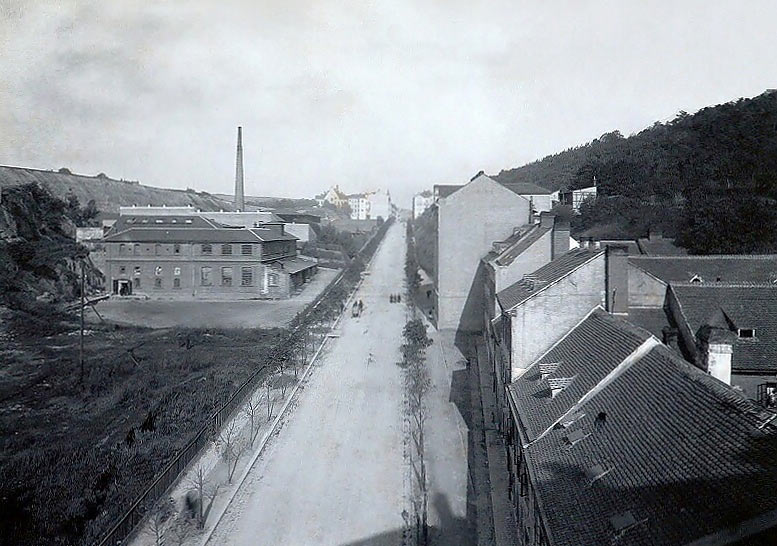
Ulice Úvoz při pohledu od Mendlova náměstí, rok 1910. Místo Tomešovy ulice je na svahu vlevo.
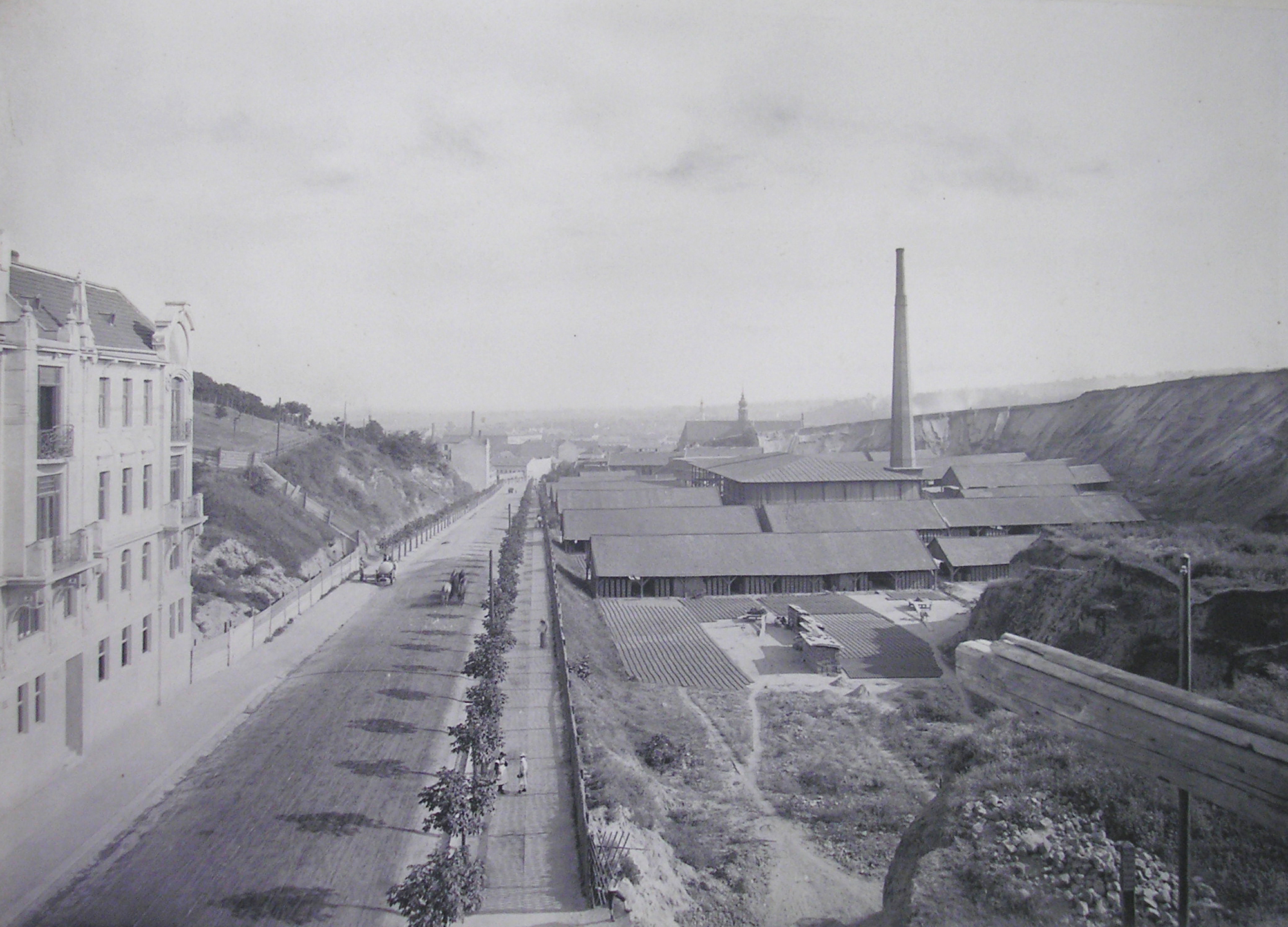
Ulice Úvoz při pohledu k Mendlovu náměstí, rok 1905. Vpravo je cihelna na místě dnešní Trýbovy ulice.
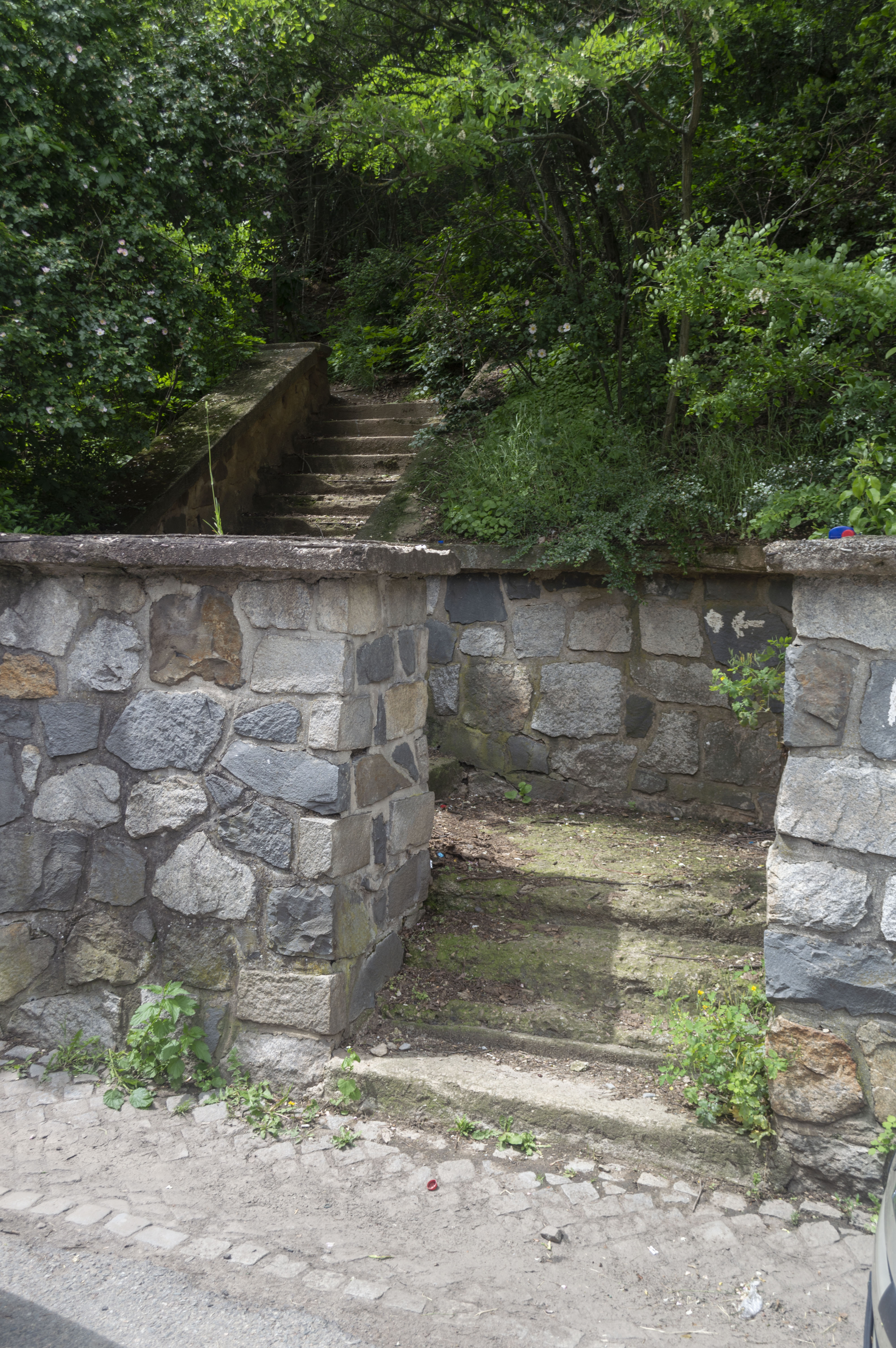
Fragment schodiště
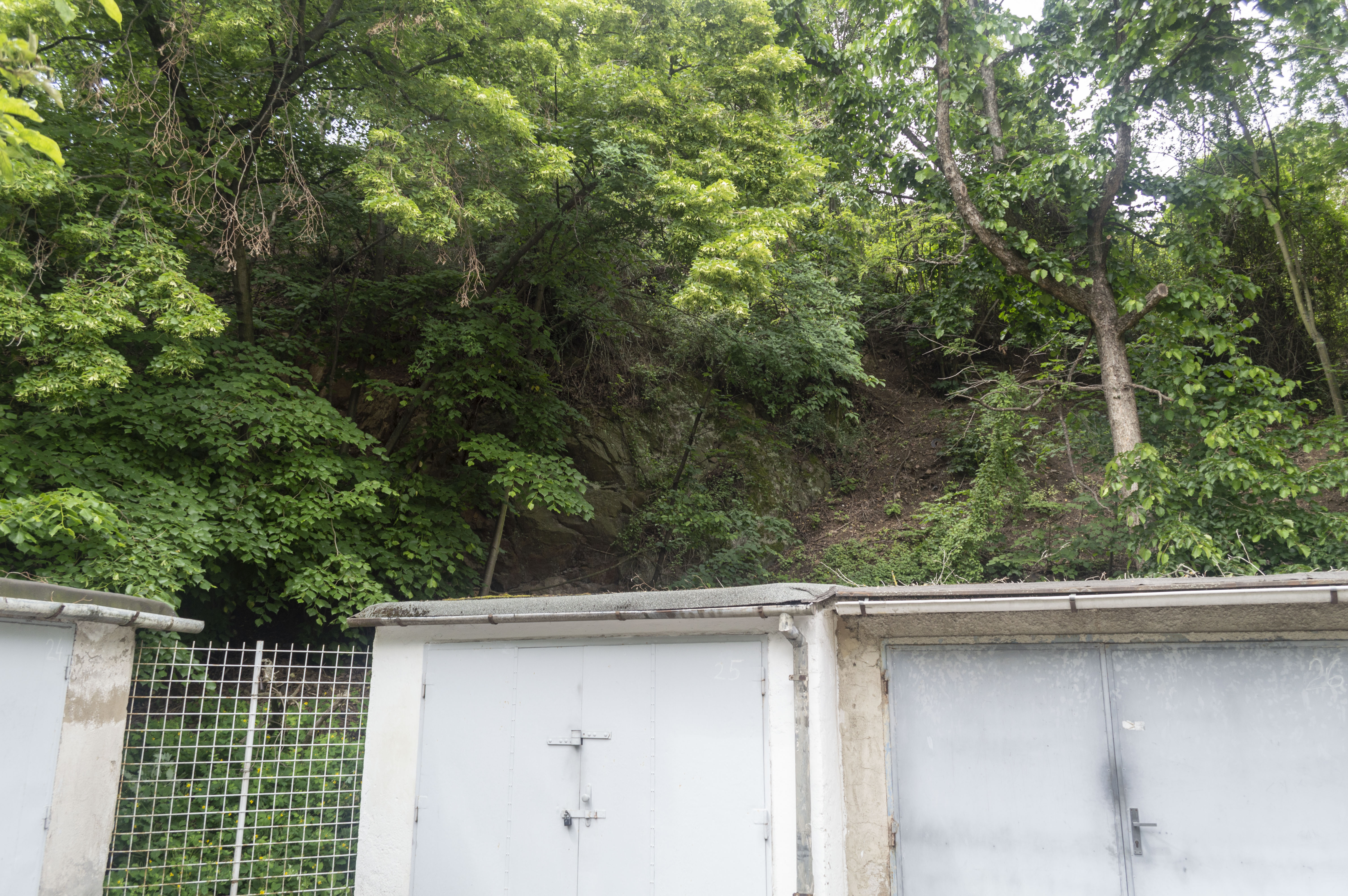
Svah při ulici s viditelnou skálou, pohled z Trýbovy

### Vývoj názvu
Městskou radou bylo v dubnu 1929 zvoleno pojmenování ulice Zachgasse (Zachova) podle generála Františka Zacha. Mezi lety 1940 a 1945 byla ulice přejmenována na Urnberggasse (Urnberská), podle německého pojmenování Kraví hory a Žlutého kopce. V roce 1946 získala ulice dnešní název podle Karla Tomeše, starosty Brna v letech 1925–1935, který měl v ulici svou vilu a za odboj byl nacisty vězněn a zabit v koncentračním táboře Dachau.

### Zástavba
Všechny domy byly až na poslední obytný dům postaveny do konce druhé světové války. Obytný dům č. 10a–10b byl společně s budovami bývalého Transfúzního centra a zbytkem ulice zbudován během 60. let 20. století. Dům č. 1a byl postaven po roce 2000. Parkoviště u ústavu bylo vystavěno kolem roku 2007.

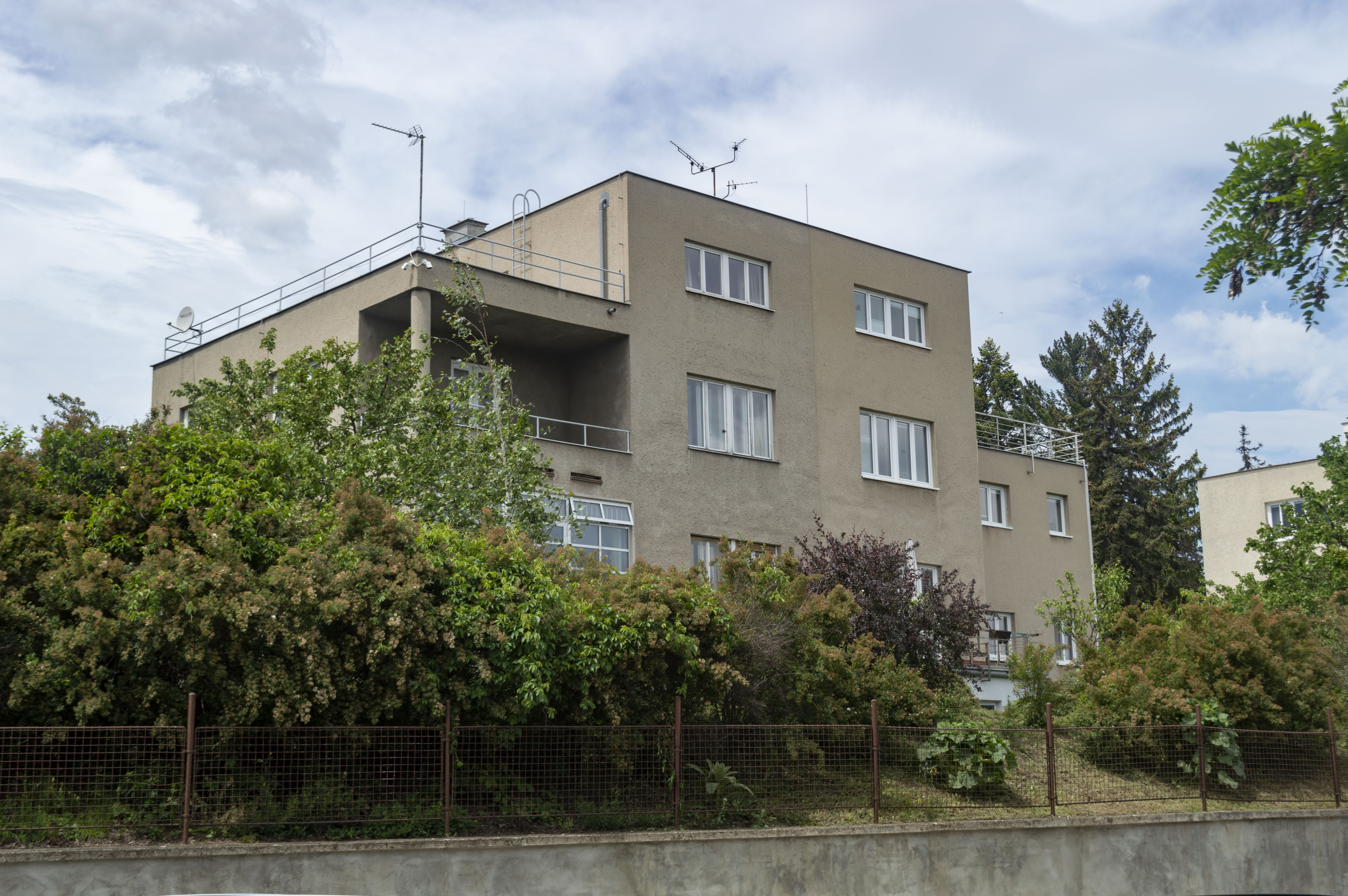
Domy č. 10 a 8a
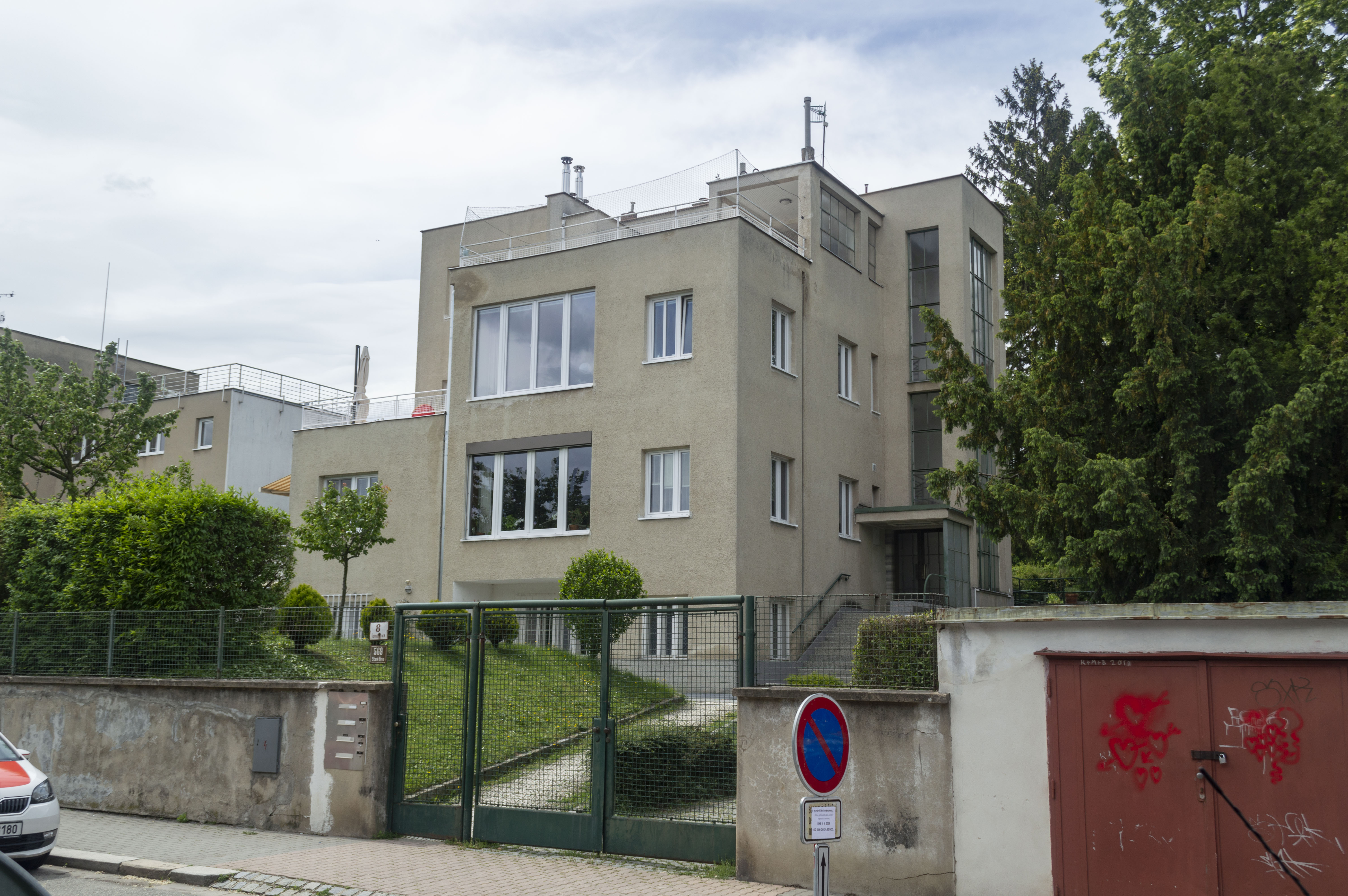
Dům č. 8

## Budovy

### Transfúzní centrum
Centrum bylo otevřeno roku 1958 a roku 2002 přemístěno do Jihlavské ulice. Budovy využívala lékařská fakulta, která tam měla dvě katedry a nacházelo se zde Informační centrum a Knihovna univerzitního kampusu. Dlouhodobě jsou budovy nevyužívány, kraj však již od roku 2009 plánuje budovy přestavět na domov pro seniory a již roku 2010 si nechal vypracovat projekt, který provedl architekt Milan Obenaus. V roce 2017 byla provedena studie proveditelnosti, přičemž kvůli nedostatku peněz by dům se 156 lůžky pro seniory zařídil soukromník. V lednu 2019 kraj rozhodl o tomto záměru s tím, že do poloviny roku 2020 vybere investora.

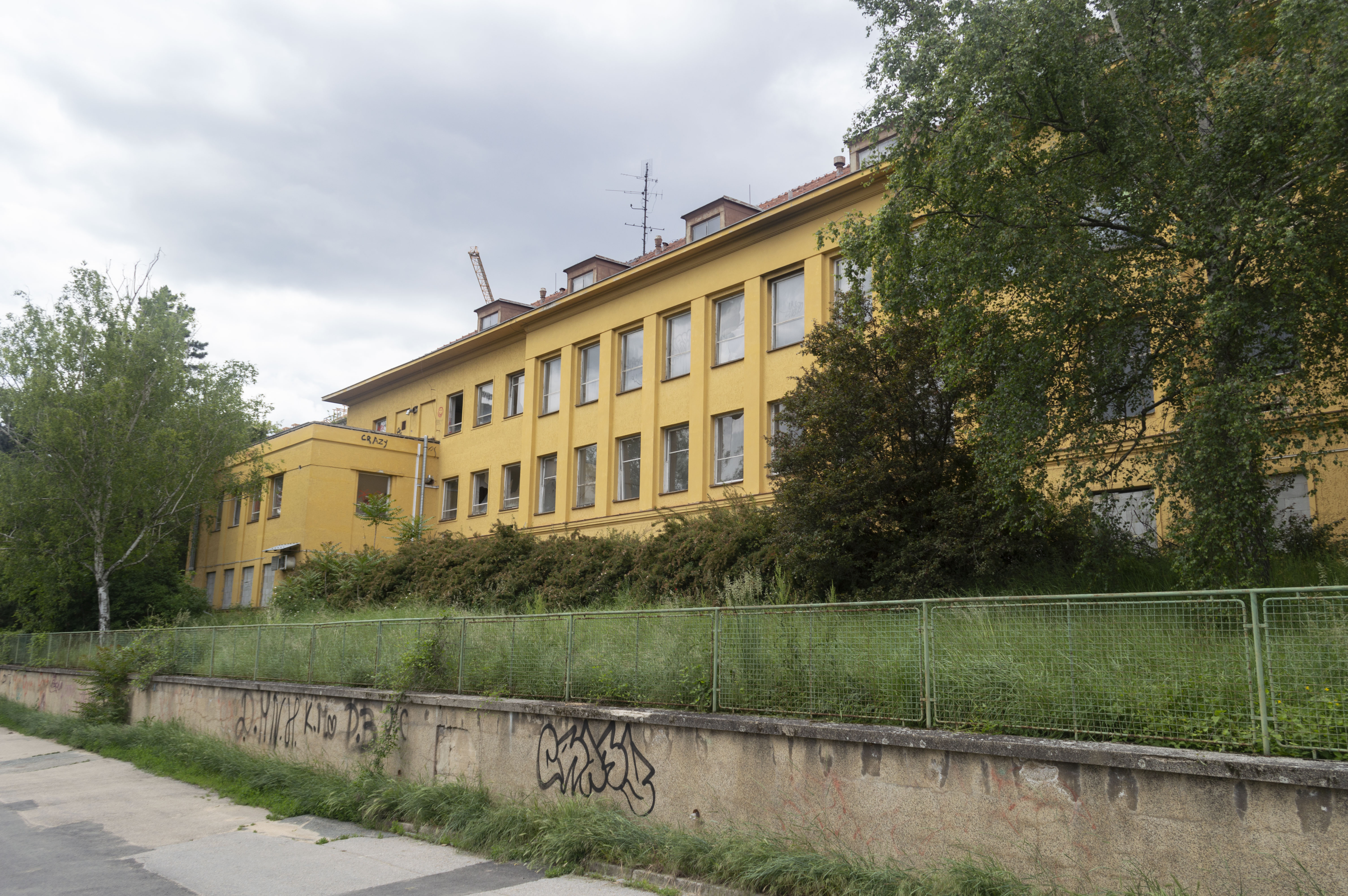
Budova bývalého Transfúzního centra
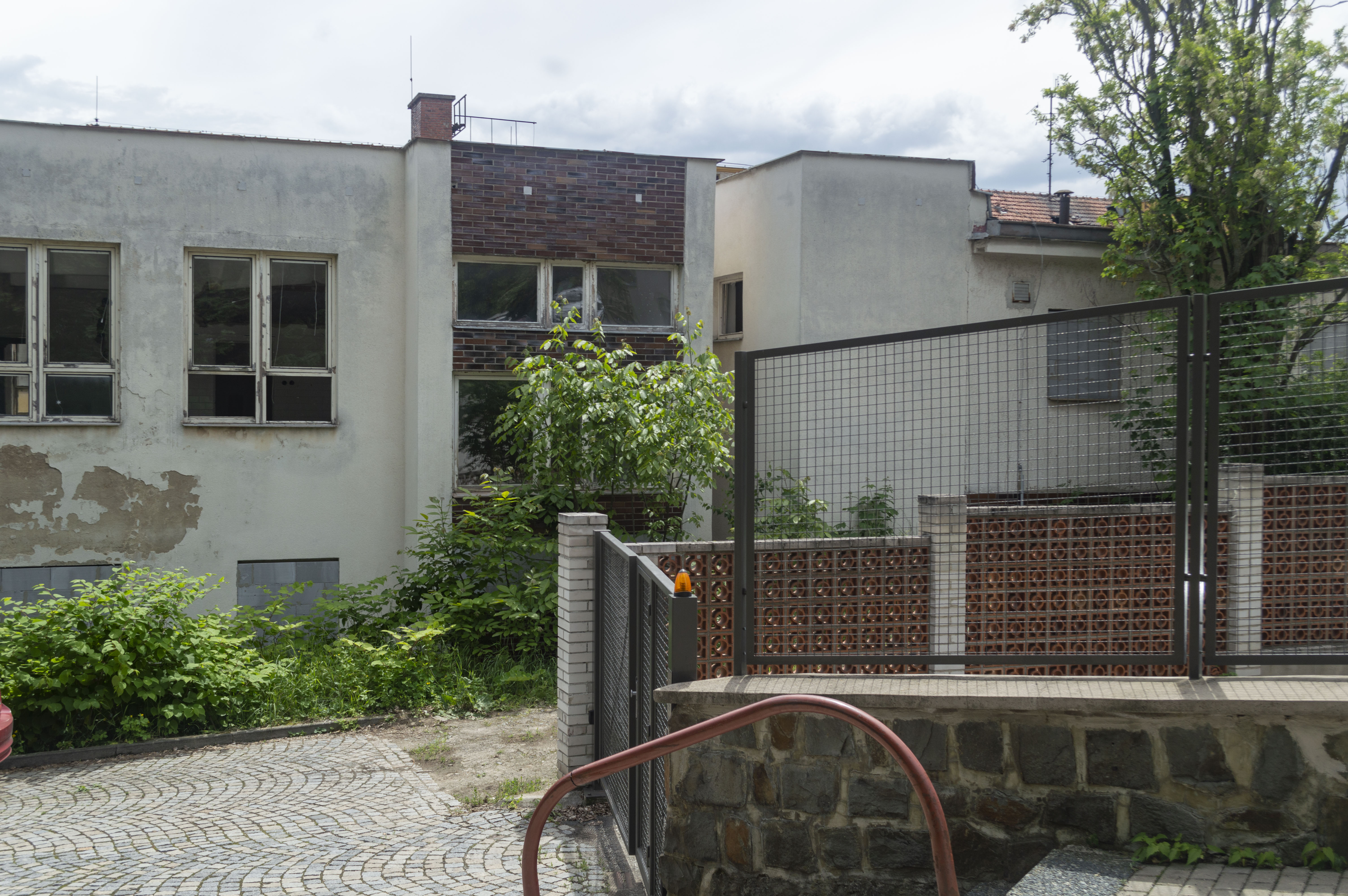
Druhá budova sousedící s Onkologickým centrem

### Tomešova č. 1

#### Léčebný ústav a sanatorium
V budově asi z roku 1926 byl od roku 1928 Soukromý léčebný ústav pro choroby ženské a porodnictví doktora Otakara Bittmanna. Roku 1934 zde Ing. Erich Roučka otevřel dietetické sanatorium, kde léčil choroby z chybné výměny látkové, zejména: otylost, dnu, ischias, reumatismus, cukrovku, mnohé choroby ledvin, jater, mnohé ochuravění kloubů, nervů, poruchy zažívacího ústrojí a mnohé jiné.

#### GalerieAteliér Tomešova 1
V budově provozoval mezi lety 1986 a 1989 architekt Josef Chloupek soukromou galerii Ateliér Tomešova 1 pouze pro zvané, kde proběhlo celkem 21 výstav. Vystavovali zde své neoficiální umění autoři jako Dalibor Chatrný, Bohuslava Olešová, Alena Kučerová, Jiří Valoch, Mirka Slámová, Rostislav Čuřík, Kurt Gebauer, Klára Bočkayová, Jindřich Štreit, Vladimír Kordoš a Václav Jirásek. Roku 1992 spoluzakládal Chloupek Galerii Aspekt na Údolní.

### Dům Mojmíra Kyselky
Architekt Mojmír Kyselka si zde mezi lety 1932 a 1934 postavil vlastní dům s nájemním bytem v přízemí ve funkcionalistickém stylu.

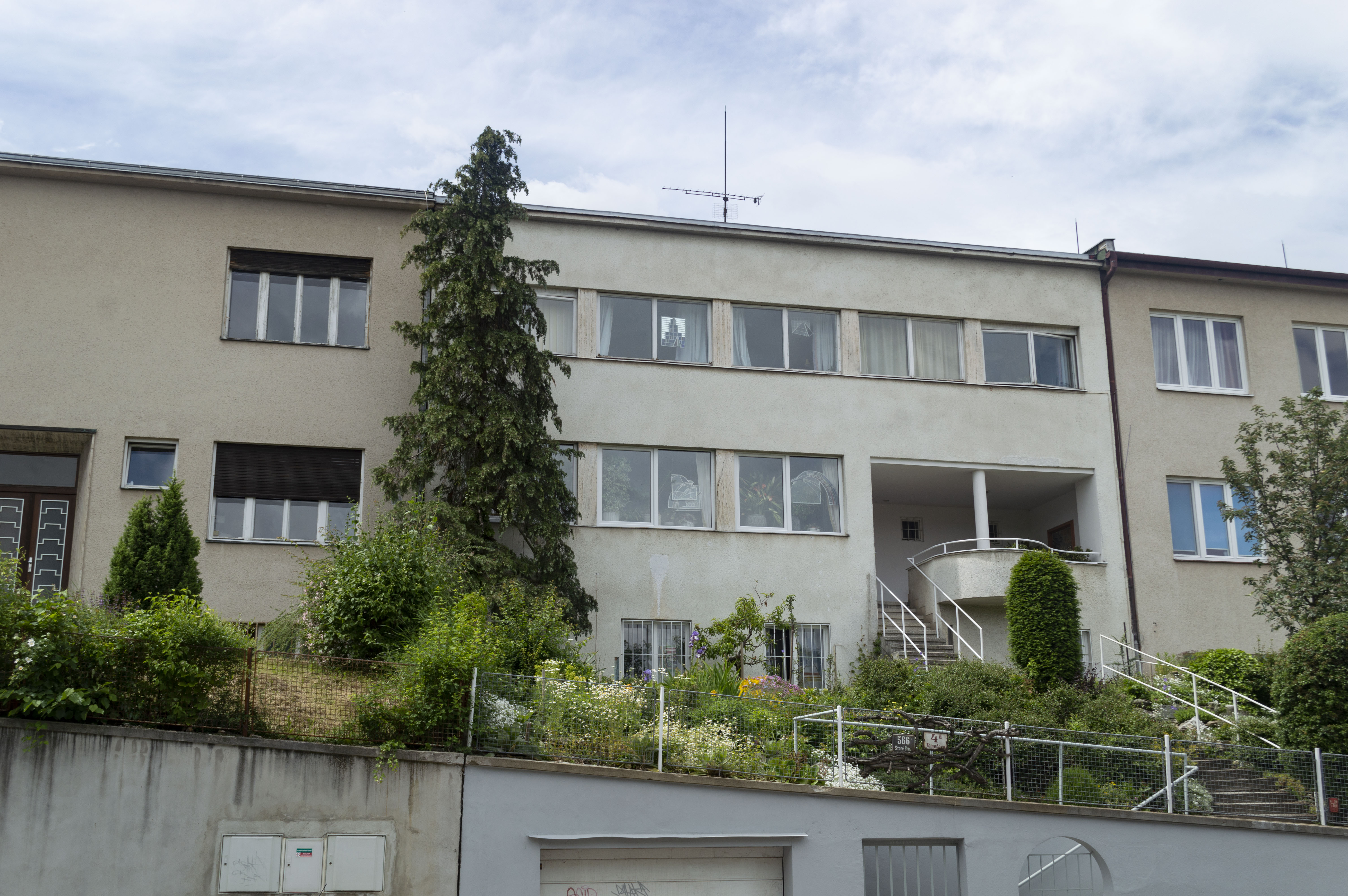
Pohled na Kyselkův dům
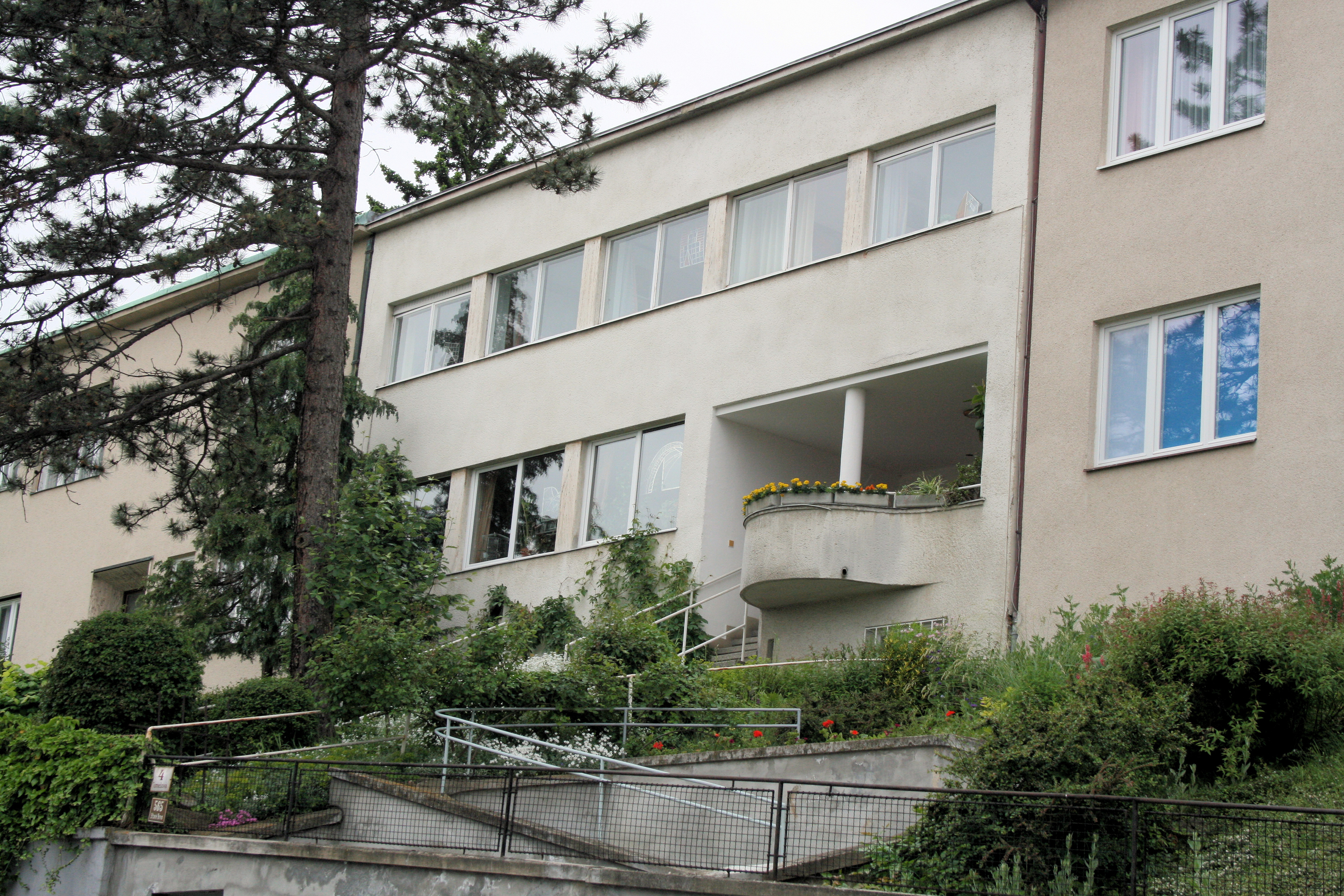
Kyselkův dům
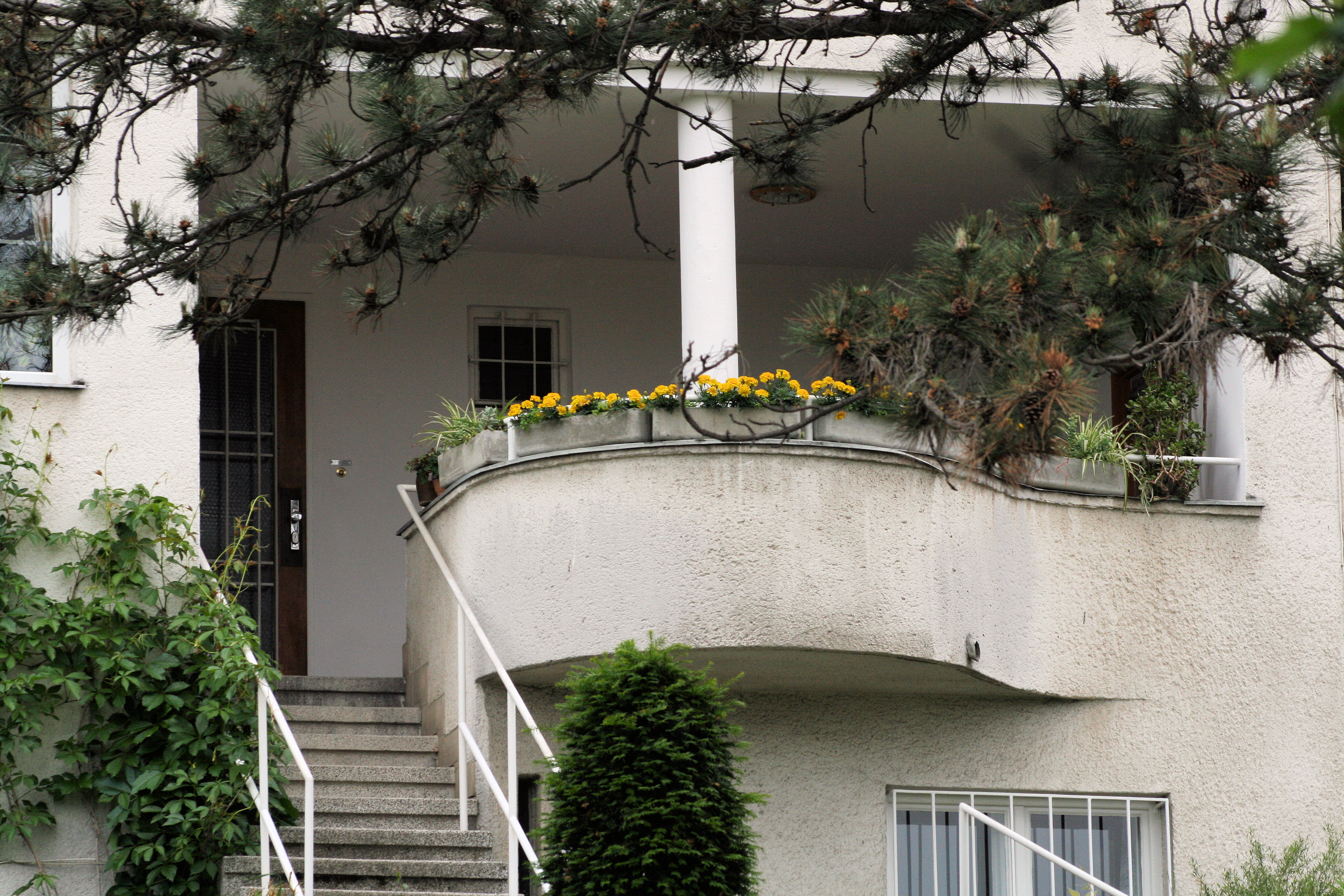
Vchod

### Tomešova vila
Brněnský starosta Karel Tomeš si nechal mezi lety 1927 a 1928 postavit v ulici vlastní třípodlažní vilu podle návrhu architekta Oskara Pořísky ve funkcionalistickém stylu. V roce 1953 byla vila zkonfiskována a její interiér rozdělen do několika bytů, v 90. letech byla vila navrácena dědicům. Roku 2005 byla na fasádu vily umístěna pamětní deska, a do chodníku před domem byl na památku Tomeše roku 2015 umístěn Stolperstein.

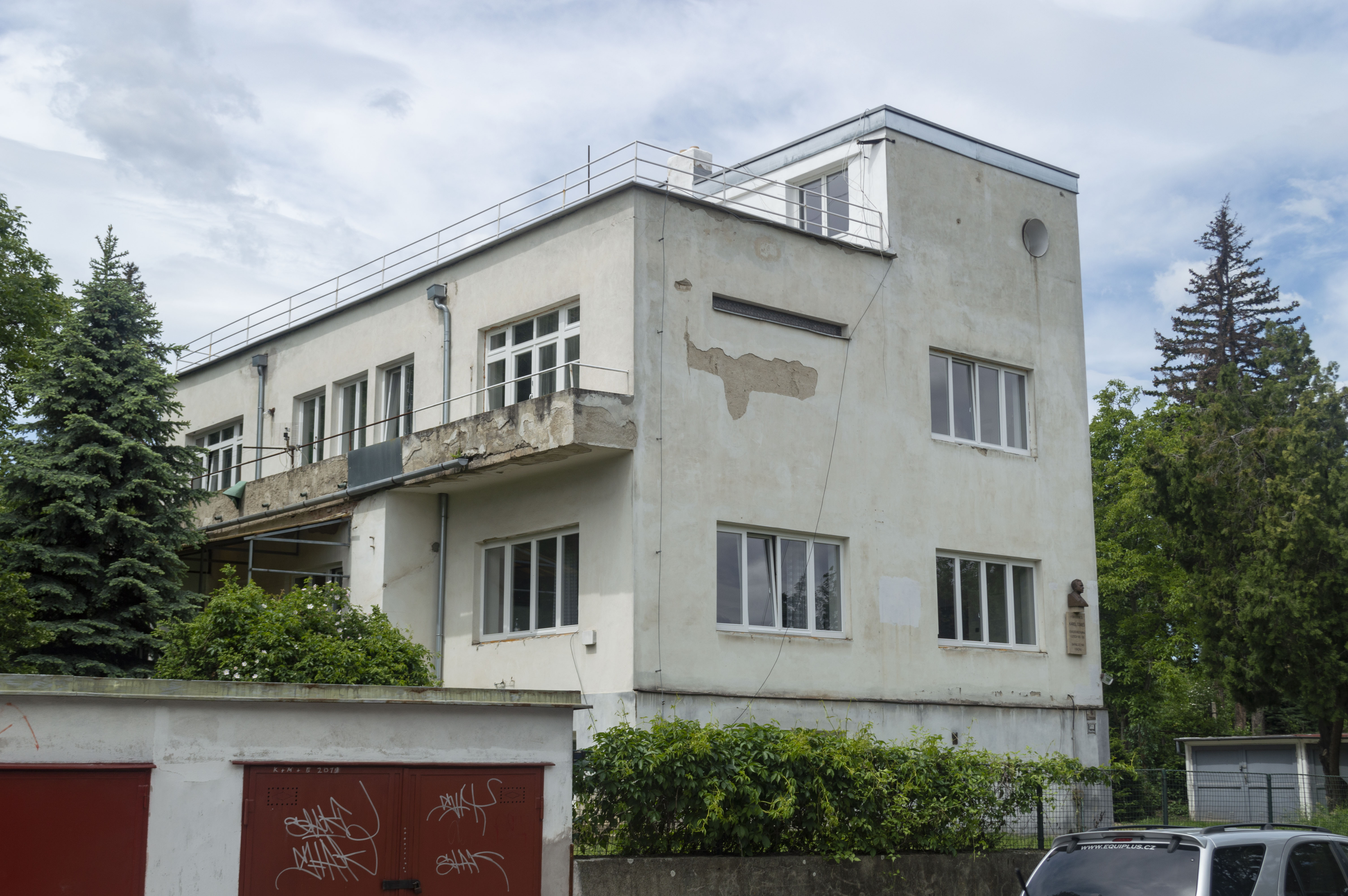
Tomešova vila
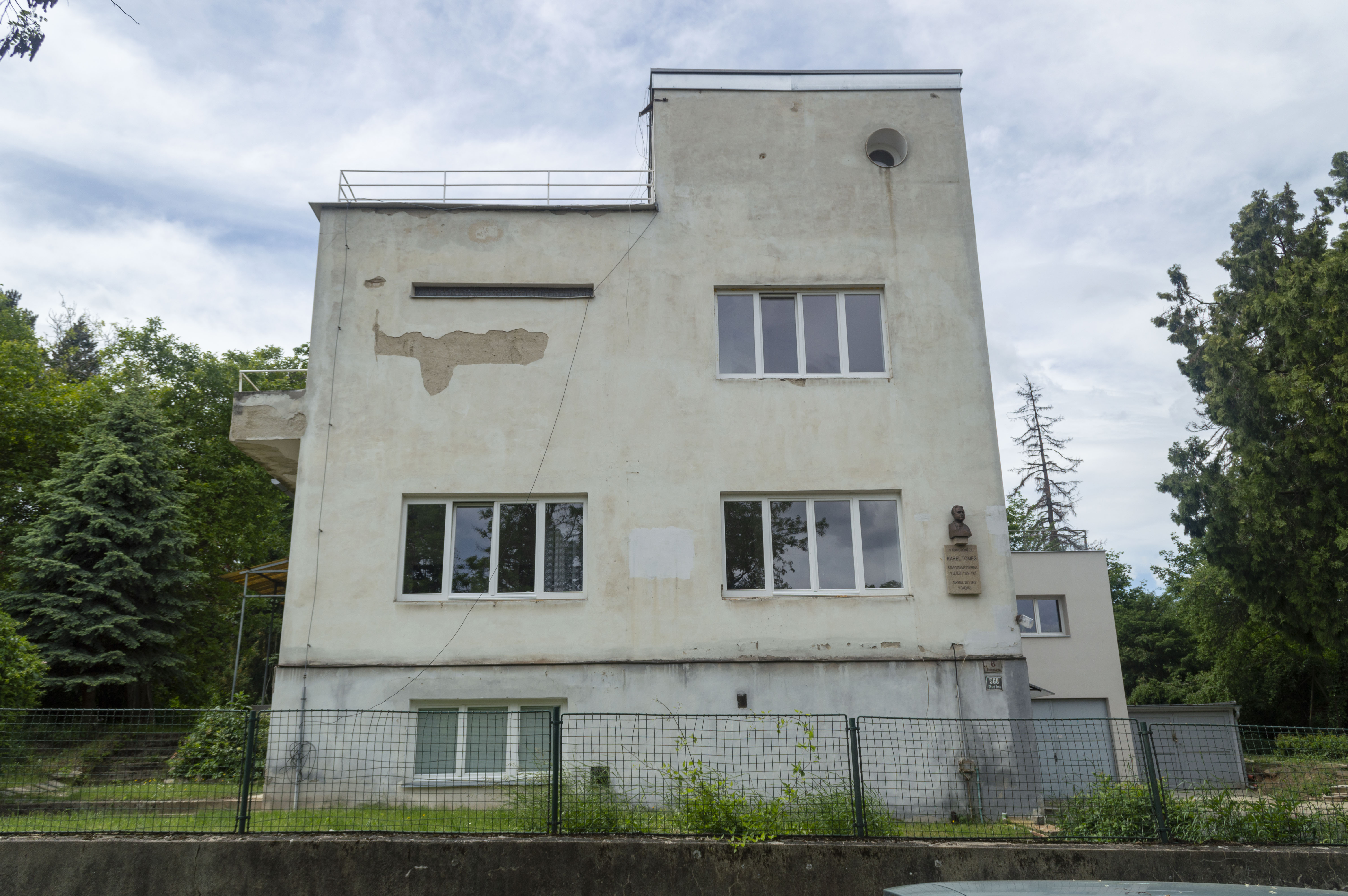
Fasáda Tomešovy vily
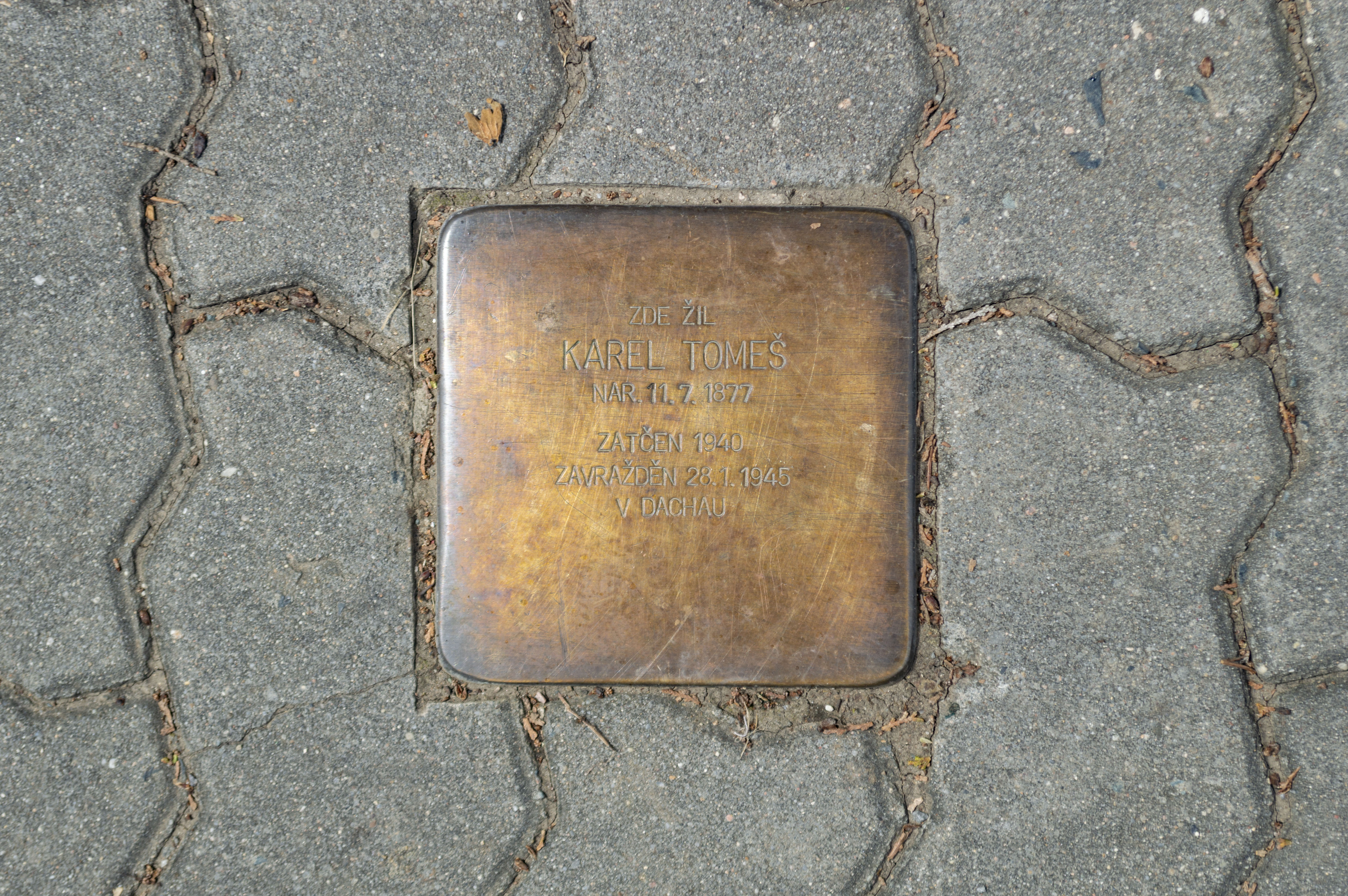
Kámen zmizelých připomínající Karla Tomeše

## Umění
Po pravé straně vjezdu do Masarykova onkologického ústavu se nachází zeď, která je umělecky pojednána podle návrhu neznámého autora. Postavena byla nejspíše někdy mezi lety 1968 až 1972, kdy byly přistavovány nové budovy.

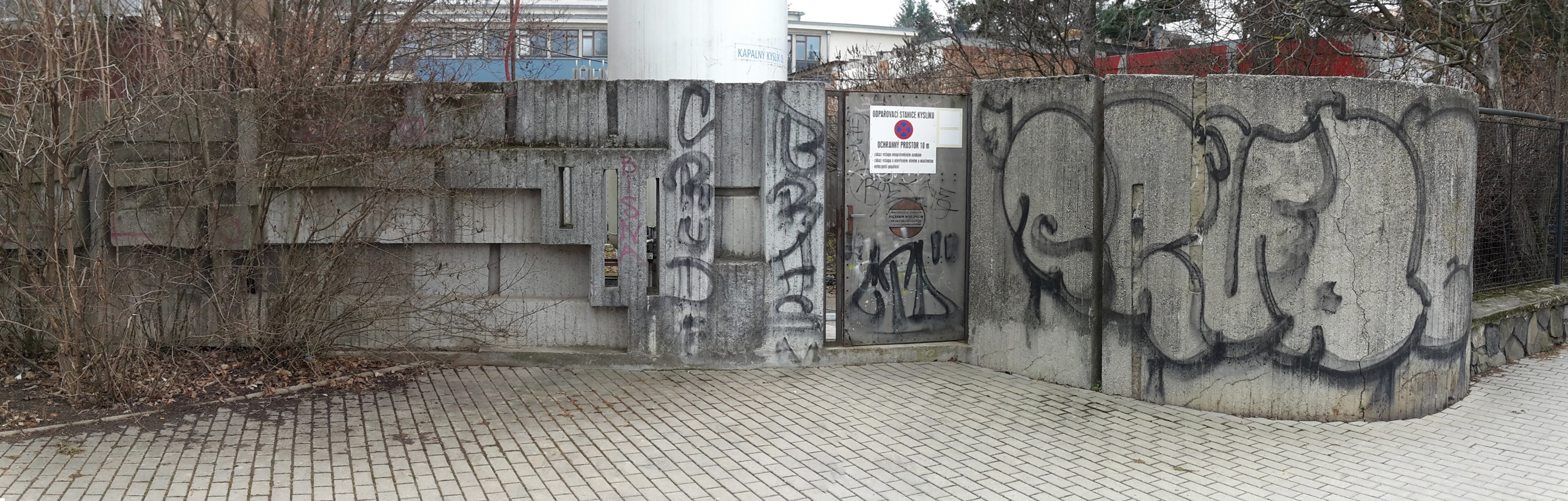
Umělecky pojednaná zeď Masarykova onkologického ústavu